# 때로는 타인처럼
《때로는 타인처럼》은 1996년 9월 16일부터 이듬해 2월 28일까지 방영되었던 SBS 아침드라마로, 선우은숙 (서명주 역)이 해당 작품을 통해 SBS 나들이를 했다.
한편, 한 명의 남자와 세 명의 여자가 사각관계로 얽혀 있다는 지적이 있었다.

## 제작진
- 연출 : 주일청
- 각본 : 최현경

## 출연
- 한진희 : 박도일 역
- 선우은숙 : 서명주 역
- 김자옥 : 윤성애 역
- 김도연 : 정수미 역
- 이순재 : 대영그룹 박대현 회장 역
- 이덕희 : 윤혜진 역
- 이미경 : 오춘매 역
- 서혜린 : 서영주 역
- 이석 : 최상우 역
- 박철 : 한영욱 역
- 양정아 : 박정은 역
- 최상훈 : 최상철 역
- 백수련 : 한 여사 역
- 사미자 : 장 여사 역
- 김단비